# Strukturgeologie
Strukturgeologie (lat. structura ‚Bau‘) ist die Lehre vom Bau der Erdkruste, ein Zweig der analytischen Tektonik. Sie befasst sich mit den räumlichen Beziehungen der Gesteine zueinander und den in ihnen erkennbaren Deformationen.
Die moderne Tektonik unterscheidet:
- Strukturgeologie: sie untersucht analytisch räumliche Beziehungen im Bau der Erde (z. B. Falten, Brüche und Mineralgefüge in Gesteinen) in lokalem und regionalem Maßstab
- Geodynamik: sie befasst sich mit globalen tektonischen Zusammenhängen („Großtektonik“, siehe auch Gebirgsbildung oder Plattentektonik)[1]

## Allgemeine Strukturgeologie
Allgemeine Erklärungen wie:
- Tektonische Modelle
- Kräfte und Spannungen in Gesteinen
- Bruch, Reibungsgleiten, Knickung und plastisches Versagen im Experiment
- Gesteinsspannung und Porenwasserdruck in der Natur
- Kinematik tektonischer Bewegungen.

## Spezielle Strukturgeologie
Spezielle strukturgeologische Formen wie:
- Extensionsbrüche
- Abschiebungen
- Überschiebungen
- Blattverschiebungen
- Falten
- Diapire
- Deformationsmechanismen
- Gesteinstexturen.